# Lukuga
Der rund 350 km lange Lukuga ist der einzige Abfluss des ostafrikanischen Tanganjikasees und ein rechter Nebenfluss des Kongo.

## Verlauf
Er verlässt diesen See an seinem Westufer, das zur Demokratischen Republik Kongo gehört, bei Kalemie. Von dort aus fließt er in einem Durchbruchstal in westlicher Richtung durch die Zentralafrikanische Schwelle. Die Zentralafrikanische Schwelle gehört zu den steilen Begrenzungen des Ostafrikanischen Grabenbruchs. Innerhalb dieses Grabenbruchs erstreckt sich eine Kette von Seen, zu denen der Tanganjikasee gehört. Schließlich mündet der Lukuga in den Lualaba, einen Quellfluss des Kongos, und hat dabei über 200 m Höhe überwunden.
Die Wasserführung des Flusses hängt stark vom Wasserstand des Tanganjikasees ab.

## Fauna
Im Lukuga kommen fast 60 Fischarten vor von denen zahlreiche aus dem Kongosystem stammen, während andere, darunter alle Buntbarsche bis auf Nanochromis squamiceps, aus dem Tanganjikasee stammen. Die sicher bestimmten Fische sind:
- Heringsartige
  - Stolothrissa tanganicae
- Schlankfische
  - Kneria wittei
- Karpfenfische
  - Chelaethiops congicus
  - Enteromius neumayeri
  - Enteromius taeniopleura
  - Enteromius apleurogramma
  - Enteromius holotaenia
  - Enteromius humeralis
  - Enteromius lineomaculatus
  - Enteromius lufukiensis
  - Enteromius miolepis
  - Enteromius oligogrammus
  - Labeobarbus tropidolepis
  - Labeo dhonti
  - Labeobarbus caudovittatus
  - Labeobarbus pojeri
  - Opsaridium ruisseau
  - Opsaridium ubangiense
  - Raiamas salmolucius
- Salmler
  - Brycinus kingsleyae
  - Bryconaethiops boulengeri
  - Micralestes acutidens
  - Micralestes humilis
  - Micralestes stormsi
  - Micralestes vittatus
- Welse
  - Amphilius uranoscopus
  - Auchenoglanis wittei
  - Auchenoglanis tanganicanus
  - Chiloglanis lukugae
  - Chiloglanis pojeri
  - Clarias ruisseau
  - Clarias alluaudi
  - Clarias dhonti
  - Pareutropis debauwi
  - Phractura lindica
  - Zaireichthys heterurus
  - Zaireichthys rotundiceps
- Zahnkärpflinge
  - Lacustricola pumilus
  - Lamprichthys tanganicanus
- Stachelaale
  - Mastacembelus congicus
  - Mastacembelus frenatus
- Riesenbarsche
  - Lates microlepis
- Buntbarsche
  - Astatoreochromis straeleni
  - Astatotilapia burtoni
  - Aulonocranus dewindti
  - Ctenochromis horei
  - Limnotilapia dardennii
  - Lobochilotes labiatus
  - Nanochromis squamiceps
  - Oreochromis tanganicae
  - Plecodus paradoxus
  - Simochromis diagramma
  - Telmatochromis dhonti
  - Tilapia zillii
  - Tylochromis polylepis
- Buschfische
  - Ctenopoma muriei
- Äthiopische Lungenfisch (Protopterus aethiopicus)[2]

## Belege
1. ↑  PNUE - Problématique de l’Eau en République Démocratique du Congo
2. ↑  Sven O. Kullander und Tyson R. Roberts: Out of Lake Tanganyika: endemic lake fishes inhabit rapids of the Lukuga River. Ichthyological exploration of freshwaters, Vol. 22, No. 4, Dezember 2011, Verlag Dr. Friedrich Pfeil, München 2011 – ISSN 0936-9902